# ヴィドノエ
座標: 北緯55度33分 東経37度42分 / 北緯55.550度 東経37.700度

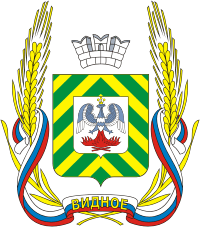
ヴィドノエの市章

ヴィドノエ（ヴィードノエ、ロシア語: Ви́дное、ラテン文字表記の例: Vidnoye）は、ロシアのモスクワ州にある都市。人口は10万1490人（2021年）。モスクワ環状道路（MKAD）が走るモスクワの市境から南へ3キロメートルに位置する近郊都市である。20キロメートル南には、ドモジェドヴォ国際空港が立地するドモジェドヴォがある。
レニンスキー地区の行政中心地。数キロ南にはゴールキ・レーニンスキエ（ゴールキ）の町がある。ゴールキの町は十月革命後にウラジーミル・レーニンが別荘を設けた町で、レーニンがこの町で没して以後ゴールキ・レーンスキエと改名された。

## 歴史

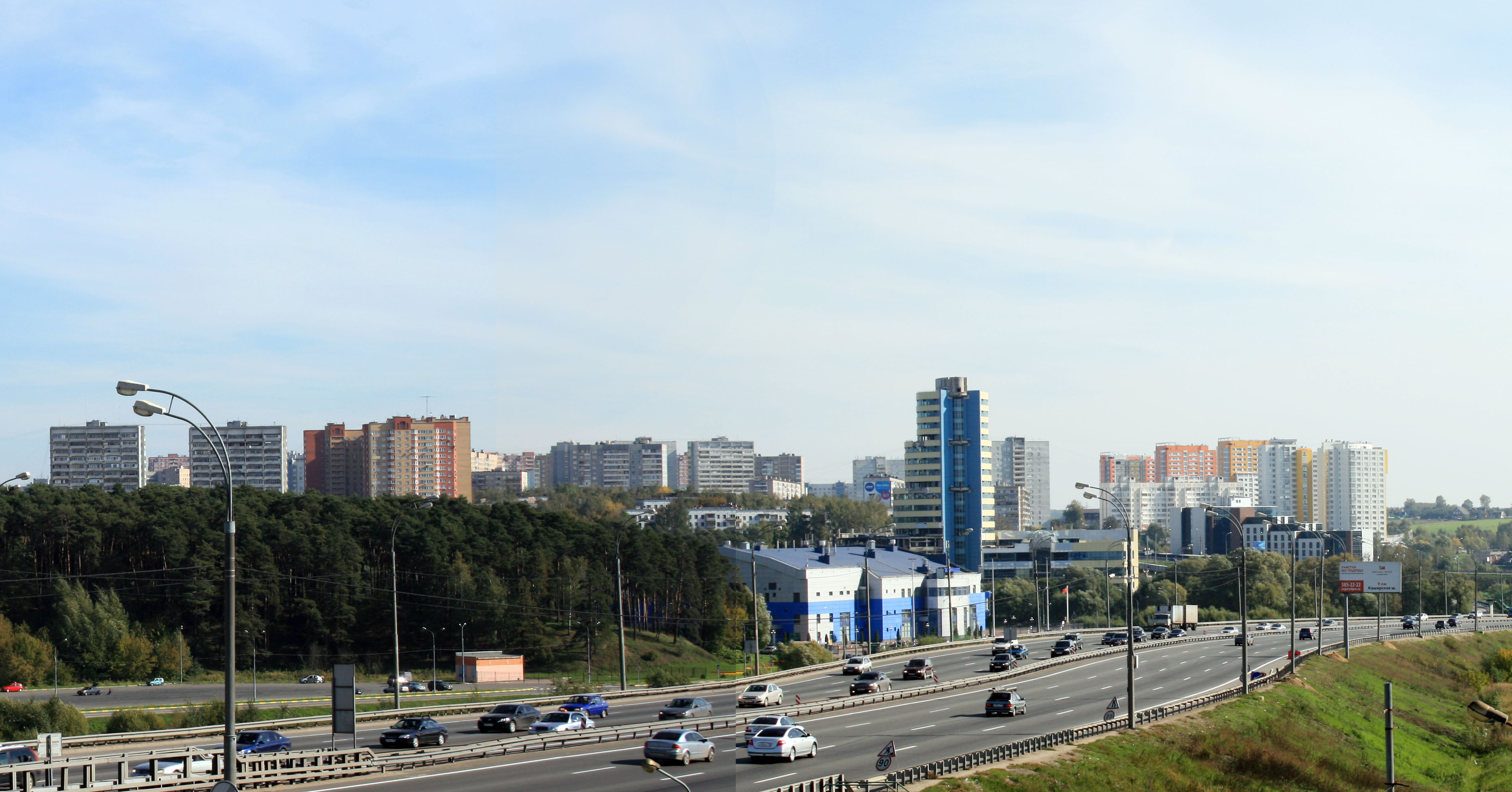
ヴィドノエの風景

この地域は古くから、モスクワからドモジェドヴォを経てカシーラに向かう街道が通っていた。19世紀半ばに丘の上に建てられた貴族の別荘を投資家が買い取り、その周囲に1902年、夏の別荘（ダーチャ）の集落が建設され分譲された。1900年にはカシーラへの鉄道が開通しており、近くにできたラストルグイェヴォ駅にちなんで駅周辺の集落はラストルグイェヴォ（Расторгу́ево）と呼ばれるようになった。1938年にはかつてのエカチェリンスカヤ・プスチン修道院の場所に内務人民委員部（NKVD）がスハノフカ刑務所を建てた。
1937年にはモスクワ・コークス・ガス工場の建設が始まったが、第二次世界大戦で中断され、戦後の1951年にようやく竣工した。別荘の町はコークス・ガス工場の労働者のための町として生まれ変わり、1949年に都市型集落となった。1965年にはヴィドノエの名で市に昇格した。

## 産業と交通

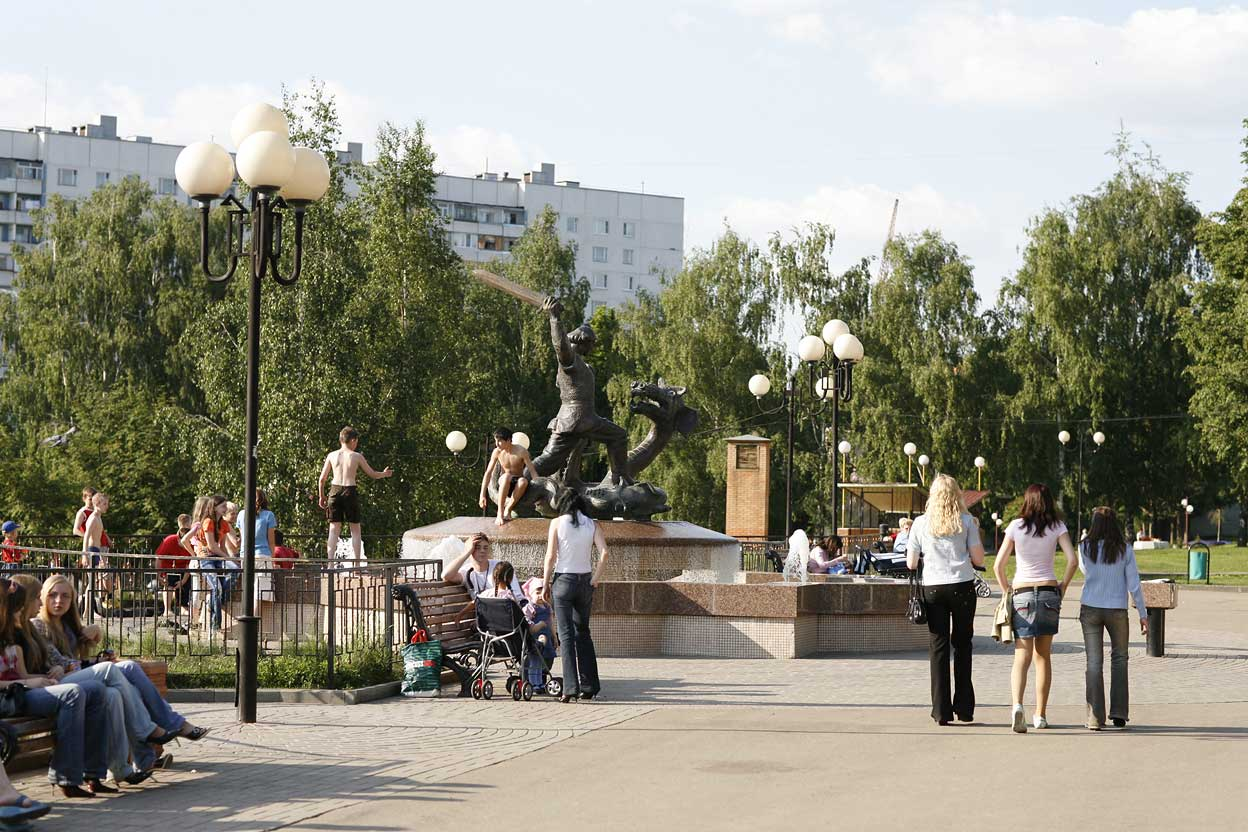
ヴィドノエの噴水

ロシアの鉄鋼・石炭大手企業メチェルが運営するコークス工場のほか、冶金業などの大工場が建っている。
ヴィドノエは、モスクワからノヴォロシースクへ向かうM4幹線道路が通り、ドモジェドヴォやカシーラに向けて伸びている。またモスクワ・ドモジェドヴォ・カシーラ・オジェリェーリエを経てリペツクへ向かう鉄道が通っており、ラストルグイェヴォ駅には多くの近郊列車が停まる。市内はバスやマルシュルートカが走り、バスはモスクワへも客を運んでいる。2000年にはトロリーバス路線も開通した。

## 姉妹都市
- グリファダ, ギリシャ
- カント, キルギス
- ロッサー, オランダ
- ヌワラ・エリヤ, スリランカ
- 韶山市, 中華人民共和国
- トゥースラ, フィンランド

## 出身者
- イゴール・アキンフェエフ（1986年生） - ロシアのサッカー選手